# Weißdorn-Keulhornblattwespe
Die Weißdorn-Keulhornblattwespe (Trichiosoma tibiale, Syn.: Cimbex crataegi) ist eine Art der Keulhornblattwespen und lebt in Europa.

## Merkmale
Die 13–26 mm langen Insekten haben eine bienenähnliche Gestalt. Kopf und Thorax sind schwarz gefärbt, oft mit einer dichten orangefarbenen, gelben oder braunen Behaarung. Der Hinterleib ist schwarz bis orange, mit schwarzen Anteilen im vorderen Bereich. Bei den Weibchen findet sich eine schwarze Behaarung auf dem Abdomen. Die Art ist oft sehr hell behaart. Die Flügel sind durchsichtig und erscheinen oft gelblich oder mit orangefarbenen Anteilen, die Fühler sind vorne keulenartig verdickt. Coxa und Femur adulter Männchen sind schwarz gefärbt, Tibia und Tarsus dagegen gelb. Bei den Weibchen ist der hintere Bereich der Tibia gelb. Die grünen oder grünweißlichen Larven erinnern sehr an Schmetterlingsraupen, haben aber 6 Bauchfußpaare, während Schmetterlingsraupen höchstens 5 besitzen. Sie weisen feine, helle Punkte auf dem Körper auf.

## Verbreitung und Lebensraum
Weit verbreitet in Europa, vor allem in Mittel- und Nordeuropa. Die Art fehlt auf der Iberischen Halbinsel, auf dem Balkan und in weiten Teilen Skandinaviens, kommt östlich aber bis nach Russland vor. In Deutschland wird sie als stark gefährdet gelistet.
Der Lebensraum dieser Art sind Waldränder, Hecken und Gebüsche.

## Lebensweise
Die Larven leben auf Weißdorn, Weiden, Spiersträuchern und Sorbus-Arten und fertigen hier einen festen Kokon an unbelaubten Zweigen an, in dem sie sich verpuppen. Die adulten Exemplare fliegen in Großbritannien von Mai bis Juni.